# Arthur Eddington
Arthur Stanley Eddington (født 28. december 1882 i Kendal, England, død 22. november 1944 i Cambridge, England) var en engelsk astronom og astrofysiker, der opdagede sammenhængen mellem stjernernes masse og deres lysstyrke. Han blev i 1913 professor i astronomi ved Cambridge Universitetet og blev leder af byens observatorium året efter. I denne periode begyndte han sin udforskning af stjernernes indre, hvor han blandt andet påviste, hvordan energi ledes gennem en stjernes masse, som han fastslog bestod af luftarter.
- Wikimedia Commons har flere filer relateret til Arthur Eddington

1. ↑  Navnet er anført på engelsk og stammer fra Wikidata hvor navnet endnu ikke findes på dansk.
2. ↑  Navnet er anført på engelsk og stammer fra Wikidata hvor navnet endnu ikke findes på dansk.
3. ↑  Navnet er anført på bokmål og stammer fra Wikidata hvor navnet endnu ikke findes på dansk.
4. ↑  Navnet er anført på svensk og stammer fra Wikidata hvor navnet endnu ikke findes på dansk.